# Міжнародна реакція на збиття Boeing 777 біля Донецька
Збиття рейсу авіакомпанії Malaysia Airlines 17, яке сталося 17 липня 2014 року, викликало реакції багатьох країн та організацій.

## Держави
Аргентина — Президент Аргентини Крістіна Фернандес де Кіршнер виразила родинам загиблих свої глибокі співчуття та закликала до незалежного і чесного розслідування трагедії.
 Австралія — у своєму зверненні до парламенту Прем'єр-міністр Австралії Тоні Ебботт сказав що літак було збито ракетою, яка, здається, була запущена проросійськими повстанцями. Більше того, Міністр закордонних справ Джулі Бішоп сказала в інтерв'ю австралійській телевізійній програмі, що це було «незвично» що її російські колеги відмовились розмовляти з нею про збиття літака, коли російського посла було запрошено до неї. Російський уряд розкритикував реакцію Еббота, назвавши його коментарі «неприйнятними» та «звинуваченнями у провині, заснованими на спекуляціях», оскільки Еббот був одним з найперших світових лідерів, який публічно звинуватив Росію в збитті літака. Пізніше, Еббот розкритикував роботи на місці катастрофи як «шамболічні» (хаотичні, неорганізовані та некеровані) та такі що «більше схожі на прибирання саду, ніж на роботу криміналістів». Бішоп же публічно попередила сепаратистські сили не використовувати тіла жертв як заручників.

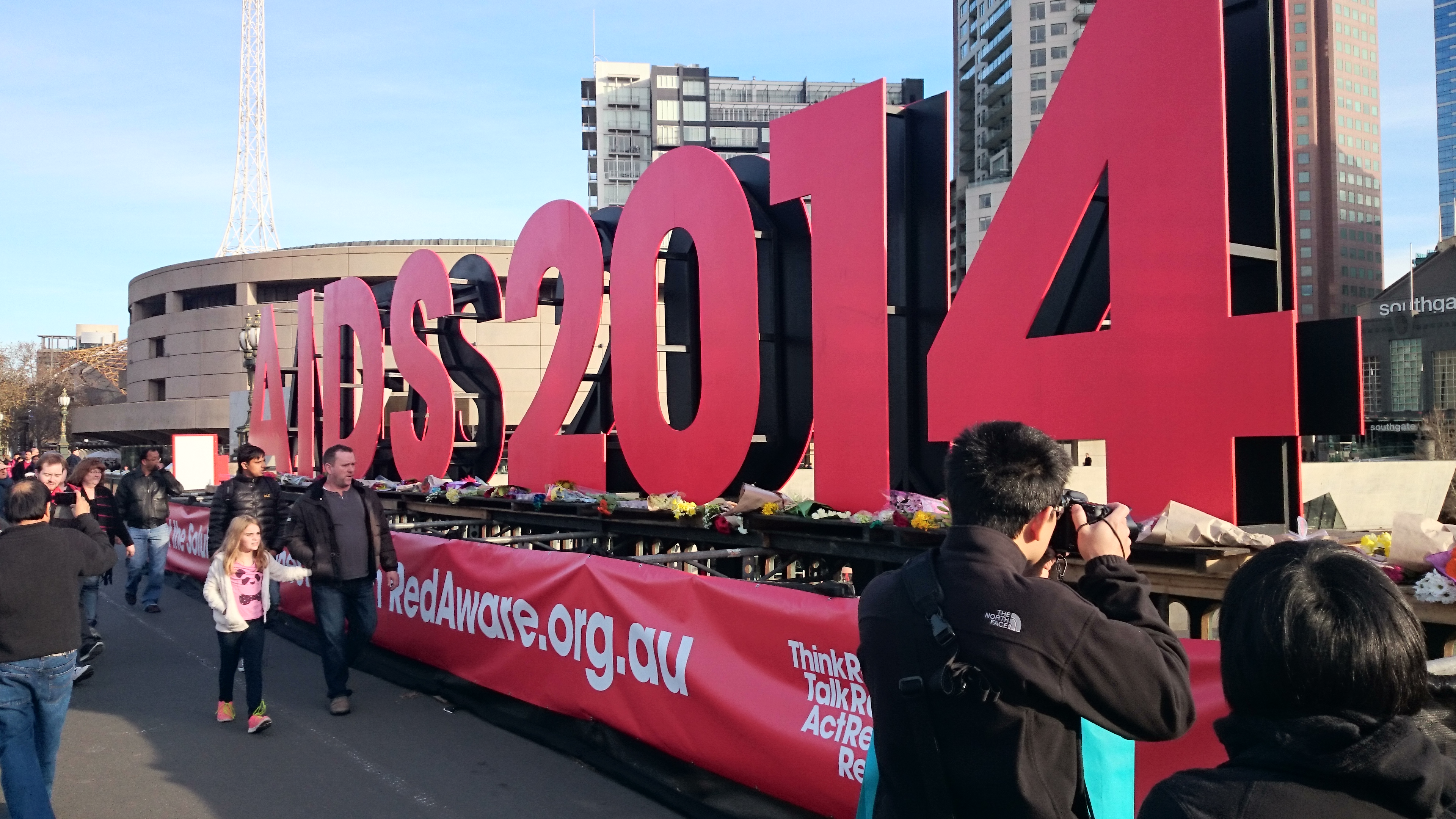
Меморіал на Міжнародній конференції зі СНІДу в Мельбурні. В літаку загинуло шість делегатів цієї коференції.

Збиття рейсу призвело до загибелі 38 громадян і жителів Австралії. Напередодні зустрічі Великої двадцятки в Брисбені в листопаді 2014 року, Тоні Еббот прагнув привернути увагу на роль Росії в збитті літака. Під час зустрічі з президентом Росії Володимиром Путіним на засіданні АТЕС у Пекіні Еббот повідомив Путіну, що в Австралії є інформація, що ракета, яка знищила літак, має російське походження і що Росія повинна подумати над принесенням вибачень та запропонувати належну компенсацію родичам жертв катастрофи. Росія продовжувала заперечувати свою причетність.
Наступний Прем'єр-міністр Австралії Малкольм Тернбулл заявив, що після публікації звіту Нідерландської ради з безпеки щодо збиття літака, Австралія «не дозволить Росії знущатись над собою» і що «ті, хто вчинив цей злочин, повинні відповісти за це». Тернбулл, також, коментуючи російське вето в Раді Безпеки ООН, заявив що «ми [Австралія] засуджуємо поведінку Росії, яка використала її право вето в липні, щоб заблокувати створення спеціального міжнародного кримінального трибуналу».
 Австрія — Міністр закордонних справ Австрії Себастьян Курц закликав до повного розслідування причин трагедії та до «вільного доступу для експертів».
 Бахрейн — коронний принц Бахрейну Салман бін Хамад аль-Халіфа, від імені короля Хамада ібн Іса аль-Халіфа та Королівства Бахрейн, висловив свої щирі співчуття після трагічного розбиття літака Королю, уряду та народу Малайзії під час телефонної розмови з Прем'єр-міністром Малайзії.
 Бангладеш — Прем'єр-міністр Бангладешу Шейх Хасіна Вазед висловила свій глибокий шок з приводу падіння малазійського пасажирського літака. В своєу повідомленні малазійському прем'єр-міністру, вона, від імені уряду та народу Бангладеш, сказала: «Ми молимось щоб Всемогутній Аллах дав вічний мир душам померлих та дав мужність і стійкість родинам жертв щоб вони змогли перенести цю втрату». Міністр закордонних справ Бангладеш Махмуд Алі надіслав окреме повідомлення малазійському міністру закордонних справ. Він так само висловив глибокий шок і передав глибокі співчуття родинам загиблих.
 Білорусь — білоруський президент Лукашенко Олександр Григорович передав свої співчуття Королю Малайзії, Королю Нідерландів та Генерал-губернатору Австралії щодо падіння малазійського літака. В своїй заяві він сказав: «Від імені білоруського народу я висловлюю щирі співчуття у зв'язку із жахливою катастрофою Boeing 777 Малазійських Авіаліній в українському повітряному просторі».
 Бельгія — Прем'єр-міністр Бельгії Еліо ді Рупо сказав що від імені більгійського уряду, він виражає свої глибокі співчуття родинам та друзям багатьох жертв катастрофи літака Малазійських Авіаліній. Його думки були особливо сфокусовані на п'яти бельгійських жертвах. Він виразив співчуття нідерландському народу та нідерландській владі. Еліо ді Рупо заявив що він хоче «повної ясності щодо точних обставин цієї трагедії і щоб ті хто за відповідальний були швидко ідентифіковані та передані правосуддю».
 Бразилія — Президент Бразилії Ділма Русеф в своїй заяві сказала що «бразильський уряд перебуватиме в нейтральній позиції поки не буде більш чіткої інформації про інцидент». Вона підкреслила що важливо знайти тих, хто відповідальний за збиття літака.
 Бруней — Султан Брунею Хассанал Болкіах відправив повідомлення малазійським і голландським політичним лідерам із співчуттями. В своєму повідомленні монарх сказав що він був дуже засмучений почути цю шокуючу новину. Далі він сказав що його дружина Салехою, уряд і народ Брунею приєднались до нього у вираженні співчуттів родинам жертв.
 Болгарія — Президент Болгарії Росен Плевнелієв виразив свої співчуття Королю Нідерландів та Королю Малайзії від імені болгарського народу для родин і родичів жертв. Президент заявив що він різко засуджує будь-яку насильницьку дію, яка призводить до втрати життів і закликав до невідкладного та повного міжнародного розслідування, щоб встановити причини катастрофи та осіб, відповідальних за неї.
 Канада — Прем'єр-міністр Канади Стівен Гарпер випустив заяву, сказавши що він «шокований і засмучений» дізнатися про падіння літака. Він також заявив, що хоч поки і незрозуміло що призвело до падіння літака, канадський уряд продовжує «засуджувати російську війському агресію та незаконну окупацію України, яка є коренем поточного конфлікту в регіоні». Міністр закордонних справ Джон Берд закликав до «надійного та безперешкодного» міжнародного розслідування падіння літака та закликав проросійські сили покинути місце катастрофи. Берд також поклав вину за катастрофу на Росію та її повстанців, сказавши «Кремль, можливо, не спускав гачок, але він точно зарядив зброю і вкал її до рук убивці».

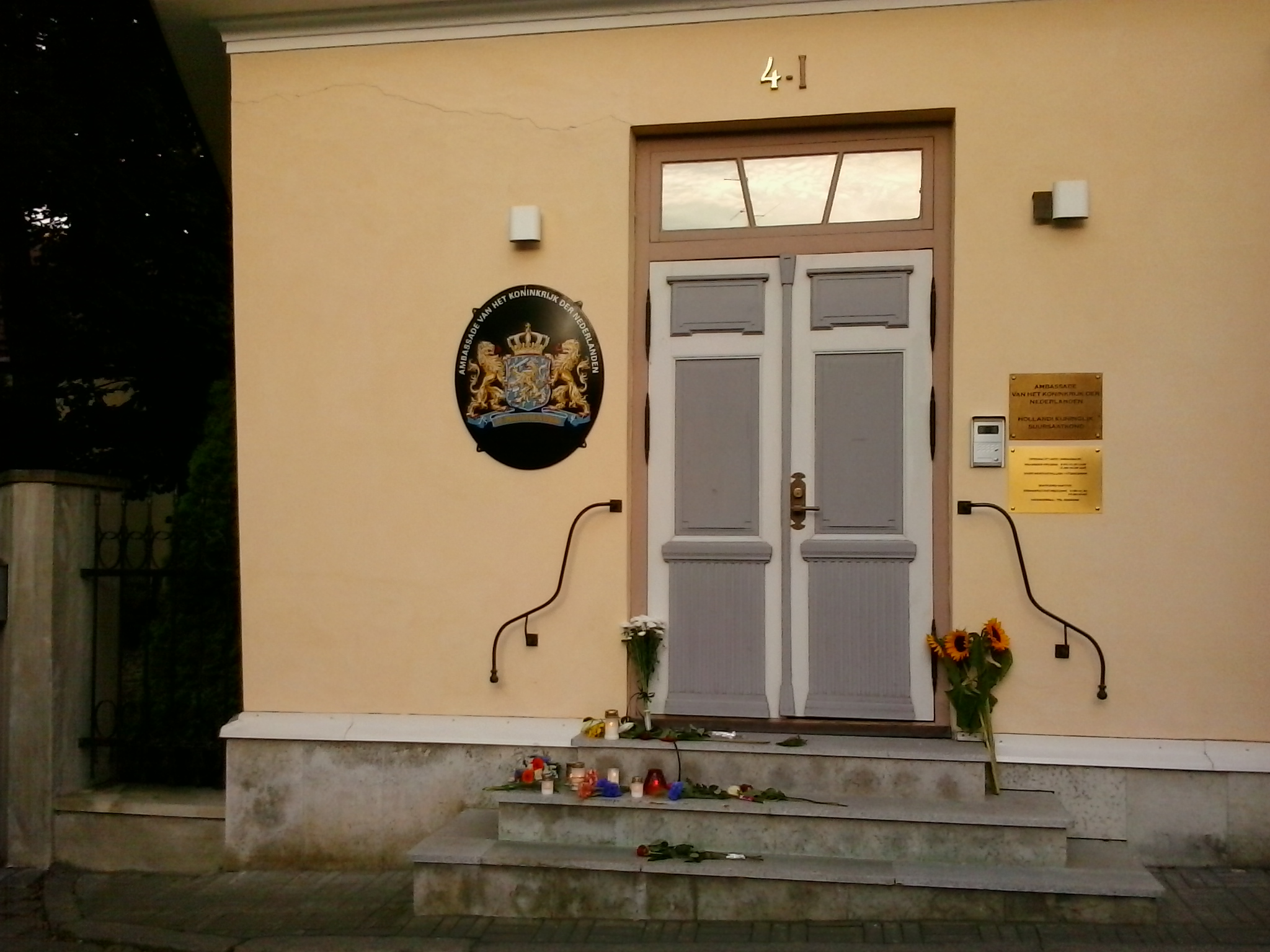
Квіти та свічки біля посольства Нідерландів у Таллінні, Естонія

 Чилі — уряд Чилі заявив, що він передає свої сердечні співчуття родинам жертв та закликає провести розслідування для з'ясування «обширних, твердих і прозорих фактів». Також уряд заявив що винуватці не повинні залишитись непокараними, а будь-які інші співучасники мають бути передані правосуддю.
 КНР — Сі Цзіньпін, голова КНР, передав королям Нідерландів та Малайзії співчуття щодо втрат життів у збитому літаку, додавши що він закликає до незалежного і чесного розслідування цієї трагедії.
 Колумбія — Президент Колумбії Хуан Мануель Сантос опублікував заяву, в якій сказав що він передав наказ колумбійському представництву при ООН «підтримувати будь-які дії направлені на встановлення правди та осіб відповідальних за цей жорстокий злочин в Україні». Міністерство закордонних справ Колумбії випустило пресреліз, виразивши свої співчуття друзям та родинам 298 жертв збитого літака Малазійських Авіаліній. Пресреліз закінчувався тим, що міністерство заявляло що «Ми [Колумбія] приєднуємось до міжнародної спільноти щодо вимоги щоб всі сторони в Україні дозволили прозоре, достовірне та невідкладне розслідування в найкоротший час».
 Коста-Рика — Міністерство закордонних справ Коста-Рики засудило брутальний напад на комерційний літак, який перевозив цивільних, що є злочином проти людяності.
 Куба — колишній голова Куби Фідель Кастро звинуватив уряд України в збитті малазійського літака.
 Кіпр — Президент Кіпру Нікос Анастасіадіс підписався в книзі співчуттів в Посольстві Нідерландів та виразив співчуття уряду та народу Нідерландів. До цього, Міністерство закордонних справ закликало до негайного розслідування та виразило співчуття родинам загиблих.
 Чехія —.Міністр закордонних справ Любомир Заоралек під час зустрічі Ради міністрів закордонних справ ЄС виразив глибокі співчуття родинам жертв та урядам країн, які втратили своїх громадян. Він додав: «Сепаратисти мають забезпечити безперешкодний та безпечний доступ до місця падіння літака, дозволити вивчення інциденту та забезпечити гуманне поводження і репатріацію жертв. Ті, хто скоїв цей злочин мають бути притягнені до відповідальності. Ви вимагаємо поважного ставлення до останків жертв та постійного доступу для міжнародних експертів з катастроф, щоб вони могли здійснювати належне незалежне розслідування».
 Данія — Прем'єр-міністр Данії Гелле Торнінг-Шмідт закликала до «ретельного та незалежного» розслідування інциденту і закликала міжнародну спільноту досягти угоди щодо того як притягти відповідальних за це до правосуддя. В своїй заяві вона сказала «Ми повністю підтримуємо заклики до ретельного та незалежного розслідування обставин, що призвели до цього трагічного інциденту і нам потрібно щоб міжнародна спільнота обговорила якими будуть наслідки і як притягти до правосуддя відповідальних за інцидент».
 Східний Тимор — Президент Східного Тимору Таур Матан Руак висловив «шок» щодо трагедії та передав співчуття малазійському уряду і, зокрема, родинам загиблих та країнам, чиї громадяни загинули в катастрофі.
 Еквадор — Еквадор, через своє Міністерство закордонних справ та людської мобільності, висловив «глибокий жаль» щодо того що сталося із літаком та виразив «солідарність з родинами загиблих». Міністерство також суворо засудило збиття літака та підтримало ретельне розслідування.
 Естонія — Прем'єр-міністр Естонії Тааві Рийвас випустив таку заяву: «Ми збираємось посилити санкції проти Росії. Це наш моральний обов'язок перед жертвами MH17». Міністр закордонних справ Естонії Урмас Пает заявив що його країна готова брати участь в розслідуванні катастрофи MH17.
 Фіджі — тимчасовий Прем'єр-міністр Фіджі Франк Баїнімарама передав свої співчуття Австралії щодо втрачених життів у катастрофі малазійського літака.
 Фінляндія — Президент Фінляндії Саулі Нііністьо та Прем'єр-міністр Олександр Стубб виразили співчуття тим, кого торкнулися втрати жіттів на літаку. Нііністьо сказав що він висловлює наглибші співчуття і від себе персонально, і від імені народу Фінляндії родинам та близьким жертв. Письмове повідомлення було направлене малазійському прем'єр-міністру, а також Королю Нідерландів. Стубб закликав всі сторони негайно почати ретельне та незалежне розслідування подій на сході України. Нііністьо також заявив що він розмовляв телефоном із Володимиром Путіним щоб переконатись що Росія буде повністю співпрацювати у розслідуванні збиття літака. Він сказав Путіну що доля літака має бути з'ясована безстороннім і незалежним міжнародним розслідуванням, і що блокування або поставлення під загрозу цього розслідування буде безвідповідальним.
 Франція — Президент Франції Франсуа Олланд виразив «всю свою солідарність» родичам жертв катастрофи, і закликав до широкомасштабного розслідування для з'ясування причин трагедії.
 Грузія — Міністерство закордонних справ Грузії висловило глибокий жаль щодо падіння літака та висловило вимогу провести розслідування причин, які призвели до трагедії. Міністерство передало щирі співчуття урядам та народам НІдерландів, Малайзії та всіх країн, громадяни яких були на борту літака, та висловило солідарність із родинами жертв, додавши: «На цій стадії можна однозначно сказати що це падіння літака є катастрофічним наслідком збройного конфлікту в Україні, воно є порушенням національного і міжнародного законодавства та суверенітету і територіальної цілісності держави».
 Німеччина — Канцлерка Німеччини Ангела Меркель закликала до негайного припинення вогню в Україні щоб дозволити провести стрімке і незалежне розслідування очевидного збиття пасажирського літака на сході, який перебуває під контролем повстанців. Меркель сказала, що особливо Росія має зробити те що вона має зробити, щоб завершити конфлікт, додавши що Москва несе відповідальність. Канцлерка також зателефонувала малазійському прем'єр-міністру Наджибу Разаку щоб висловити співчуття щодо трагедії та заявити що Німеччина готова допомогти Малайзії.
 Греція — грецький заступник прем'єр-міністра та Міністр закордонних справ Евангелос Венізелос висловив глибокі співчуття щодо повітряної катастрофи, сказавши: «Втрата стількох багатьох життів викликає глибокий сум. Ми висловлюємо співчуття родинам жертв та очікуємо на незалежне міжнародне розслідування, яке повністю прояснить причини трагедії». В світлі інформації, що літак скоріш за все було збито, грецький лідер повторив заклик «до мирного вирішення кризи у Східній Україні для уникнення дій, які би могли збільшити напругу».
 Гватемала — уряд Гватемали висловив свої співчуття родинам жертв та урядам, які втратили своїх громадян. Міністерство закордонних справ закликало відповідні органи влади провести розслідування.
 Ватикан — Папа Римський Франциск пообіцяв молитися за жертв катастрофи літака MH17 Малазійських Авіаліній. В своїй заяві Святий Престол заявив що Понтифік «з жахом» дізнався про трагедію літака збитого на сході України і що він буде молитися за численних жертв інциденту та за їхніх родичів.
 Угорщина — Прем'єр-міністр Угорщини Віктор Орбан сказав в інтерв'ю по радіо що «незвичайне, рідкісне та шокуюче» збиття малазійського пасажирського літака над східною частиною України вимагає ретельного розслідування. Раніше, Міністерство закордонних справ та закордонної торгівлі Угорщини заявило: «Це важливо щоб незалежний міжнародний орган розслідував обставини трагедії малазійського літака».
 Ісландія — Міністр закордонних справ Ісландії Гуннар Брагі Свейнссон виразив співчуття родинам та друзям людей, які були на борту літака і рішуче засудив збиття літака. В своїй заяві він сказав: «Це жахливо що пасажирський літак був збитий складною протиповітряною зброєю». Він закликав негайно розпочати об'єктивне міжнародне розслідування та підкреслив що рятувальниками мають дозволити нормально виконувати свою роботу. Міністр також закликав міжнародну спільноту об'єднати сили щоб зупинити конфлікт в Східній Україні.
 Індія — Президент Індії Пранаб Кумар Мукерджі висловив глибокі співчуття щодо падіння пасажирського літака в Східній Україні і висловив печаль щодо трагедії, яка забрала 298 життів. В повідомленні до Короля Малайзії він сказав: «Хочу виразити свою щиру печаль і солідарність із урядом та народом Малайзії щодо падіння літака Малазійських Авіаліній у Східній Україні вчора, що призвело до втрати стількох цінних життів. Наші думки і молитви зараз про родини громадян Малайзії та інших країнЮ які втратили свої життя в цьому трагічному інциденті». Міністр зовнішніх справ Індії Сушма Сварадж особисто написав Міністру закордонних справ Малайзії Аніфу Аману щоб передати що Індія буде поруч із народом і урядом Малайзії в цей складний час.
 Індонезія — Президент Індонезії Сусіло Бамбанг Юдойоно закликав до невідворотнього покарання тих, хто збив літак, ким би вони не були, а також запропонував допомогу у розслідуванні. Уряд Індонезії зайняв обережну дипломатичну позицію щодо тоді ще непідтвердженої причетності Росії до збиття літака. Президент також висловив глибокі співчуття Малайзії та сім'ям жертв.
 Іран — Президент Ірану Хассан Рухані висловив глибокі співчуття малазійському прем'єр-міністру та малазійським громадянам щодо трагічного падіння літака. В повідомленні, переданому Наджибу Разаку, він сказав що «новина про авіакатастрофу спричинила глибокий жаль і тугу». «Безперечно, ця трагедія та велика туга, яка зачіпає багато народів, підкреслює важливість мирного співіснування та колективних дій від міжнародної спільноти проти насильства та конфліктів».
 Італія — Президент Італії Джорджо Наполітано заявив що він чекає на «впевнену, чесну і прозору спільну роботу» для з'ясування причин падіння літака. Він додав: «Я із жахом та глибокою тугою дізнався новини про трагічну катастрофу яка сталася в українському небі, яка призвела до втрати стількох невинних життів. В цей час оплакування, від імені всього італійського народу, я передаю родинам жертв щирі співчуття». міністр закордонних справ Федеріка Могеріні в своїй заяві сказала: «Я із великим стражданням дізналась про трагедію пасажирського літака Малазійських Авіаліній. Зараз важливо пролити світло на те що сталося, якомога скоріше, через розслідування незалежної комісії, щоб отримати правду».
 Ямайка — Сенат Ямайки виразив свої найглибші «співчуття та щире горе» щодо того що сталося та закликав до «негайного розслідування цього випадку». Також він закликав міжнародну спільноту бути «більш наполегливими та більш ефективними» в протистоянні терористам.
 Японія — Головний секретар Кабінету міністрів Японії Йошихіде Суга заявив що Японія посилить санкції проти Росії внаслідок збиття літака MH17 Малазійських Авіаліній. Японія також висловила співчуття та заявила що японський прапор в посольстві в Малайзії буде приспущено 22 серпня.
 Казахстан — Президент Казахстану Нурсултан Назарбаєв висловив свої співчуття малазійському прем'єр-міністру та малазійцям, які втратили в катастрофі літака MH17 в Україні тих кого вони любили.
 Кенія — Президент кенії Ухуру Кеніятта в Твіттері написав повідомлення із висловленням співчуттів народу Малайзії.
 Косово — Міністр закордонних справ Косово Енвер Ходжай засудив те, що він назвав терористичною атакою проти цивільного населення та міжнародної спільноти, сказавши що «Республіка Косово рішуче підтримує міжнародне розслідування яке з'ясує обставини цієї шокуючої трагедії. Населення Косово стоїть поруч із родинами жертв, народами та урядами в ці болючі моменти міжнародної трагедії».
 Лаос — Прем'єр-міністр Лаосу Тхонгсінг Тхаммавонг надіслав повідомлення із висловленням співчуттів своїм малазійському, індонезійському та австралійському колегам щодо падіння літака.
 Латвія — Президент Латвії Андріс Берзіньш закликав до ретельного та вичерпного розслідування катастрофи MH17 щоб визначити особи злочинців відповідальних за збиття пасажирського літака. Президент назвав це «жахаючим прецедентом, що божевільні можуть просто піти і вбити стільки невинних людей». Він додав що «винні мають бути покарані, щоб в нікого більше знову не виникало думки гратися із таким важким і складним озброєнням без розуміння наслідків». Міністр закордонних справ Едгар Рінкевичс навічно заборонив в'їзд на територію Латвії трьом популярним російським музикантам: Олегу Газманову, Йосипу Кобзону та Аллі Перфіловій. Рішення було ухвалено відповідно до Імміграційного закону, і Рінкевичс попередньо заявляв що він вирішив заборонити в'їзд «апологетам російського імперіалізму та агресії». Прессекретар міністерства Карліс Айхенбаумс що це рішення пов'язане із подіями в Україні останніх декількох днів, коли пасажирський літак розбився в Східній Україні, забравши 298 життів.
The ministry's press secretary Karlis Eihenbaums told LETA that the minister's decision is connected with the events in Ukraine over the past few days, when a passenger plane crashed in eastern Ukraine resulting in 298 casualties.
 Ліван — Міністр закордонних справ Лівану засудив всі терористичні атаки незалежно від їхньої мотивації чи причин, а також висловив співчуття жертвам падіння літака.

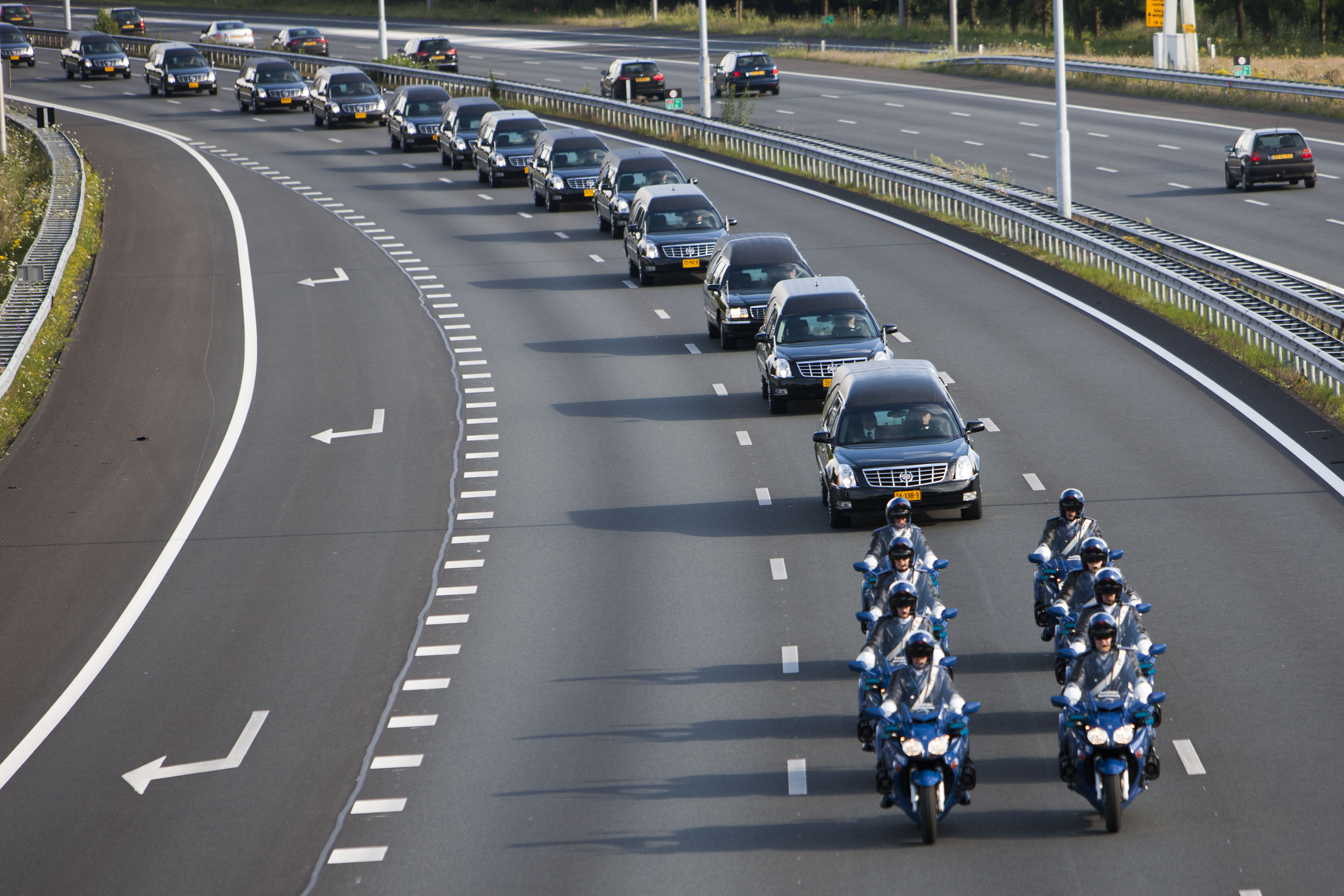
Конвой із 40 катафалків прямує до Гільверсуму в Нідерландах, тоді як весь інший автомобільний рух був зупинений.

 Литва — Президент Литви Даля Грибаускайте заявила: «Люди відповідальні за цю трагедію мають бути чітко ідентифіковані та передані правосуддю. Цей брутальний акт тероризму явно показав що спроби міжнародної спільноти вирішити кризу в Україні були надто слабкими. Це неприпустимо щоб в Європі 21-го сторіччя невинні люди, серед яких багато дітей, помирали від зброї. Злочинці мають бути чітко названі і повинні визнати свою провину. Мають бути створені умови для міжнародних спостерігачів, щоб вони могли визначити виконавців та організаторів цієї трагедії». Прем'єр-міністр Альгірдас Буткявічюс також висловив співчуття у зв'язку із падінням літака: «Ми глибоко вражені інцидентом, в якому були вбиті 298 невинних людей, включаючи дітей. Цієї катастрофи можна було уникнути, якщо конфлікт в Східній Україні не посилився». Раймонда Мурмокайте, Постійна представниця Литви в ООН, закликала поважати пам'ять жертв катастрофи MH17 та засудила будь-які спроби вплинути або втрутитись в незалежне розслідування, яке проводила Нідерландська рада із безпеки.
 Люксембург — Прем'єр-міністр Люксембургу Ксав'є Бетель виразив свої глибокі співчуття всім родинам загиблих. В своїй заяві у Твіттері він сказав: «Мої думки зараз із родинами та друзями багатьох невинних жертв падіння літака MH17. Цей жахливий інцидент глибоко шокував мене і показав що ми маємо продовжувати боротися за мир». 27 вересня була проведена поминальна служба за всіма жертвами, які були на борту.
 Малайзія — Заступник міністра закордонних справ Малайзії Хамза Зайнуддін сказав що міністерство буде тісно співпрацювати із російським та українським урядами щодо цього інциденту. Прем'єр-міністр Наджиб Разак пізніше заявив що Малайзії не вдалося підтвердити причину катастрофи та потребував щоб винуватців катастрофи було покарано. Уряд Малайзії заявив що національний прапор буде приспущено з 18 до 21 липня.
 Мальдіви — Президент Мальдівів Абдулла Ямін передав свої співчуття Королю Малайзії, Королю Нідерландів, а також прем'єр-міністрам цих країн та родинам всіх жертв.
 Мавританія — Президент Мавританії Мохаммед ульд Абдель Азіз надіслав помідомлення із своїми співчуттями Королю Нідерландів після падіння літака, в якому загинули багато нідерландських громадян.
 Мексика — Секретар закордонних справ Мексики Хосе Антоніо Меаде від імені мексиканського уряду висловив глибокий шок та смуток. У спільній заяві групи країн «MIKTA», мексиканці також суворо засудили збиття літака MH17 Малазійських Авіаліній, яке забрало життя в 198 невинних цивільних, включно із багатьма дітьми. Вони висловили свої глибокі співчуття родинам жертв та урядам і народам дванадцяти держав, громадяни яких загинули у катастрофі, та закликали до поаного, ретельного та незалежного міжнародного розслідування інциденту, відповідно до міжнародних правил цивільної авіації, та висунули вимогу щоб всі військові дії біля місця падіння літака були негайно припинені, щоб дозволити невідкладний, безпечний і позбавлений ризику доступ для учасників розслідування.
 Молдова — Президент Молдови Ніколае Тімофті передав повідомлення із висловленням співчуттів. В своїй заяві Президент висловив підтримку родинам жертв катастрофи літака MH17 Малазійських Авіаліній, на борту якого було 298 осіб.
 Намібія — Президент Намібії Хіфікепуньє Похамба описав це збиття літака як «трагічне». В своєму повідомленні із співчуттями, переданому малазійському прем'єр-міністру, президент висловив глибокий жаль «зпечаленим родинам з багатьох країн, які втратили людей яких вони любили». Він сказав: «Від імені уряду та народу Намібії, і від мене особисто, я висловлюю наші найширіші співчуття уряду та народу Малайзії і бажаю малазійському уряду сили, оскільки вони мають справу з ще однією повітряною трагедією після зникнення літака рейсу 370 Malaysia Airlines 8 березня».
 Нідерланди — Прем'єр-міністр Нідерландів Марк Рютте та Король Нідерландів Віллем-Олександр висловили свій шок щодо катастрофи. Міністр закордонних справ Франс Тіммерманс заявив що приєднається до нідерландської команди слідчих, яких буде направлено до України. Урядові будівлі в Нідерландах проспустили прапори 18 липня. Музика була скасована, а розваги сильно урізані в останній, зазвичай дуже веселий, день Маршу Неймегена. Вже 21 липня Нідерланди офіційно відкрили кримінальну справу щодо військового злочину за фактом збиття літака. Було заявлено що генеральний прокурор країни вже знаходиться в Україні для участі в цій справі. Рютте також пригрозив Росії рішучими діями, якщо вона ухилятиметься від надання підтримки у розслідуванні. Репатріація жертв катастрофи почалась 23 липня. Цей же день оголосили Днем національної жалоби в Нідерландах, вперше із 1962 року, коли померла королева Вільгельміна.
 Нова Зеландія — Парламент Нової Зеландії одноголосно ухвалив заяву, в якій Нова Зеландія висловлює співчуття родинам жертв падіння літака MH17 Малазійських Авіаліній та засуджує тих, хто перешкоджає розслідуванню трагедії. Прем'єр-міністр Джон Кі заявив що Нова Зеландія закликає групи сепаратистів почати співпрацю із міжнародними представниками негайно і беззастережно, і закликав Росію використати свій вплив на ці групи для забезпечення належного і безперешкодного процесу розслідування та робіт на місці катастрофи. Також він заявив що Нова Зеландія була засмучена загибеллю людей інших національностей, зокрема нідерландців, малазійців та австралійців.
 Нігерія — Нігерія висловила повну підтримку незалежному міжнародному розслідуванню катастрофи літака в Східній Україні. Постійний представник Нігерії в ООН Джой Огву від імені своєї країни висловився на підтримку проведення позачергової сесії Ради безпеки ООН. Він схарактеризував падіння літака MH17 як «апокаліптичний кінець світу» і закликав сепаратистів в Східній Україні «співпрацювати повністю і безумовно у розслідуванні катастрофи».

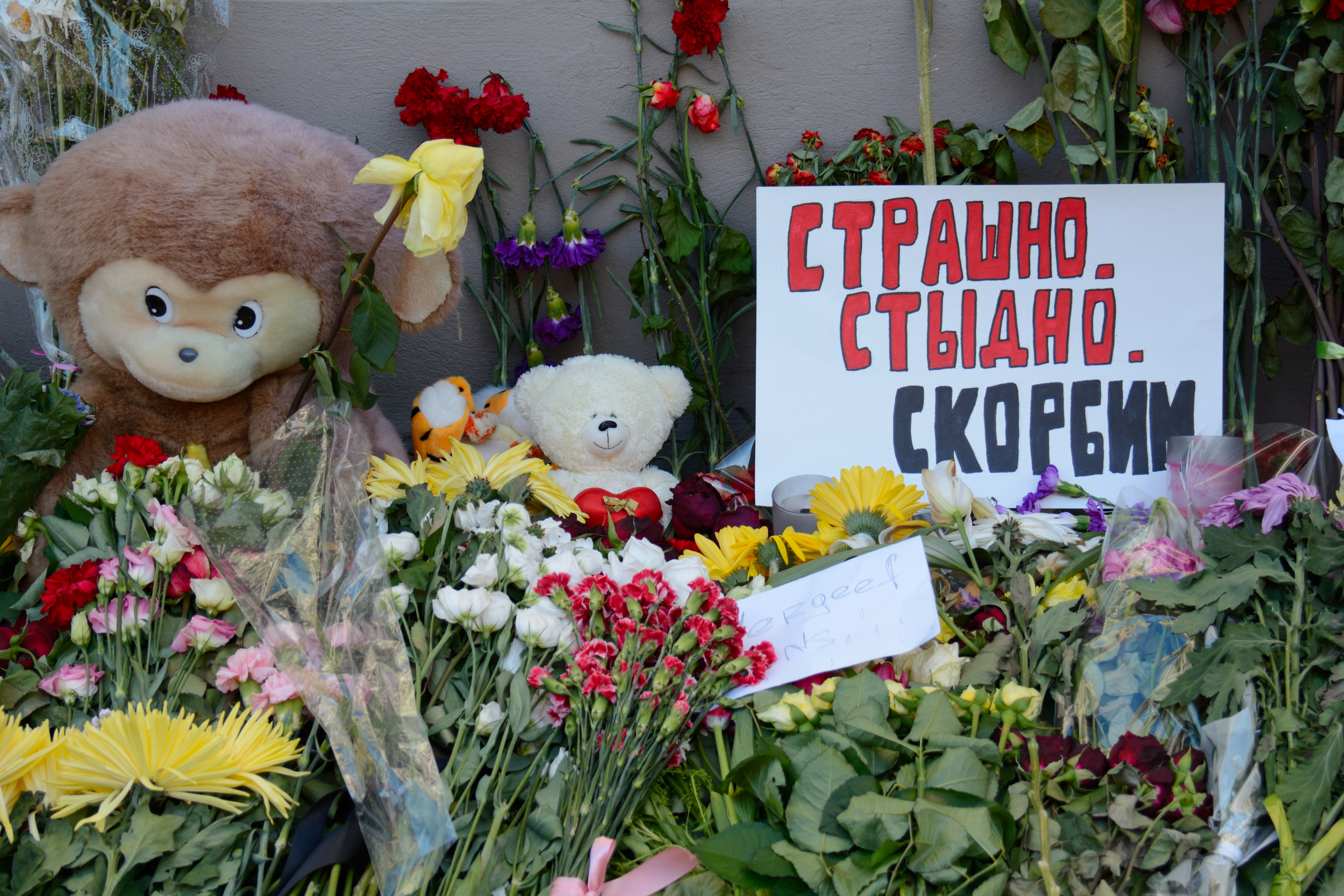
Спонтанний меморіал біля Посольства Нідерландів в Росії

 Норвегія — Прем'єр-міністр Норвегії Ерна Солберг під час інтерв'ю на Norsk Rikskringkasting висловила підтримку родинам жертв катастрофи.
 Пакистан — Прем'єр-міністр Пакистану Наваз Шариф надіслав листа своєму малазійському колезі, в якому висловив співчуття і жаль від імені уряду та народу Пакистану.
 Панама — уряд Панами передав свої співчуття родинам жертв та закликав міжнародну спільноту забезпечити довготривалий мир. Міністр закордонних справ країни заявив про «солідарність і співчуття в цей складний час для малазійського народу та більш ніж дев'яти народів, яких зачепив цей інцидент».
 Папуа Нова Гвінея — Прем'єр-міністр Пітер О'Ніл висловив свій жаль та стурбованість щодо втрати літака. В своїй заяві він сказав: «Втрата цього літака шокувала світ, це трагічний день для людей з багатьох народів. Наші співчуття та молитви зарах є з родинами, яким тепер доведеться мати справу із трагічною втратою. Від імені людей Папуа-Нової Гвінеї, я висловлюю свої глибокі співчуття народам, з яких походили пасажири. Ми молимось за народи Нідерландів, Малайзії, Австралії, Індонезії, Великої Британії, Німеччини, Бельгії, Філіппін, Сполучених Штатів, Канади та Нової Зеландії, які втратили своїх співгромадян. Причини цього інциденту мають бути повністю розслідуваними і розслідування має відбуватись під лідерством ООН. Якщо буде з'ясовано що літак впав внаслідок людського втручання, треба буде добиватися правосуддя».
 Філіппіни — Департамент закордонних справ Філіппін в своїй заяві сказав: «Філіппіни найбільш рішучим чином засуджують нещодавнє збиття літака MH17 Малазійських Авіаліній над Україною. Ми висловлюємо глибокі співчуття всім, хто загинув у цій трагедії, а ті хто причетний до неї мають понести повну відповідальність за цей безсовісний напад на невійськовий літак, який не представляв загрози жодній із сторін». Посольство Філіппінів в Малайзії приспустило свій прапор 24 липня.

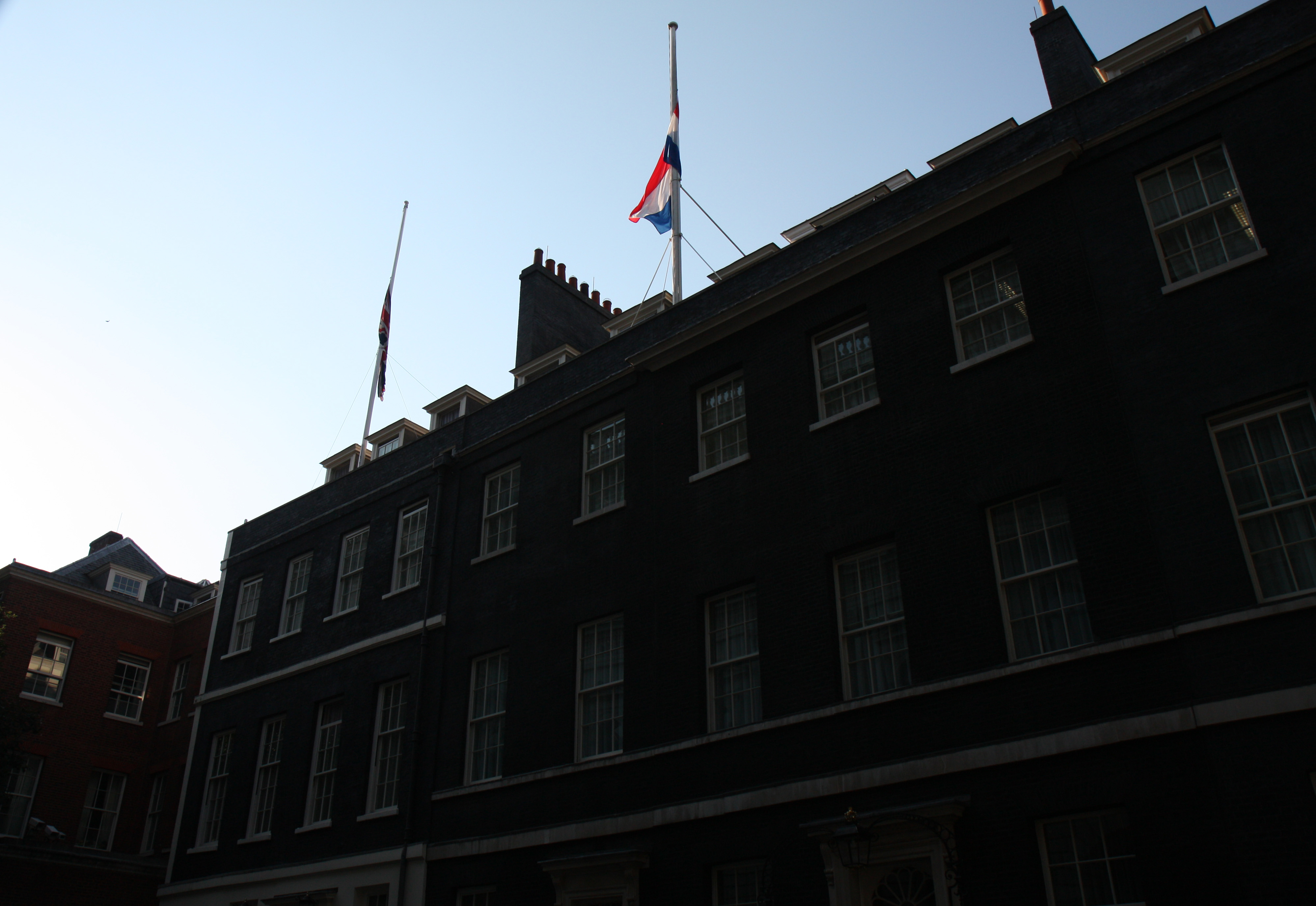
Приспущений прапор на Даунінг-стріт, Лондон

 Польща — Президент Польщі Броніслав Коморовський описав атаку як «неймовірну і ганебну дію, яка є актом тероризму». Він підкреслив що сторони причетні до збиття літака над східними територіями України мають бути притягнені до відповідальності. Польський уряд 24 липня скасував «Польський рік в Росії» та «Російський рік в Польщі», які планувались на 2015 рік.
 Португалія — Президент Португалії Анібал Каваку Сілва передав свої співчуття родинам 298 осіб, які втратили життя в малазійському літаку, і всім хто «зазнав болю втрати», а також головам держав Нідерландів, Малайзії та всіх інших країн, яких торкнулась катастрофа. Уряд Португалії опублікував заяву, в якій висловив співчуття родичам жертв та підкреслив що «обставини цієї трагедії потребують незалежного розслідування. Тому ми закликаємо до повної співпраці та обміну інформацією між залученими сторонами, та підкреслюємо що цей інцидент посилює необхідність знайти мирне вирішення на території Східної України та невідкладність негайного припинення вогню в регіоні».
 Ірландія — Міністр закордонних справ та торгівілі Ірландії Чарльз Фланаган в своїй заяві сказав: «Ірландія повністю підтримує заклики до повного і незалежного міжнародного розслідування, щоб встановити причини цієї жахливої трагедії та переконатись що ті хто до неї причетний швидко постануть перед правосуддям».
 Румунія — Президент Румунії Траян Бесеску заявив що він був «приголомшений» трагічною подією, яка сталася в повітряному просторі України, та закликав до негайного з'ясування обставин, через які впав літак. Він сказав що експерти Європейського Союзу мають брати участь в розслідуванні разом із українськими представниками влади.
 Росія — Президент Росії Володимир Путін заявив, що відповідальність за падіння літака лежить на «країні, в чиєму повітряному просторі літак перебував коли він розбився», і що «катастрофа би не сталася, якби військові дії на південному сході України не були відновлені». Він також сказав що важливо утримуватись від будь-яких поспішних виводів та політизованих заяв до закінчення розслідування. Він заявив що Росія готова надати необхідну допомогу в організації та проведенні ретельного міжнародного розслідування під керівництвом Міжнародної організації цивільної авіації. 19 липня Міністерство оборони Росії опублікувало «10 питань до української влади», в яких повторило звинувачення раніше опубліковані в російських ЗМІ. Тим часом російські громадяни несли квіти до нідерландського посольства в Москві.
 Саудівська Аравія — Посол Саудівської Аравії в Малайзії Фахад Альрашид висловив співчуття та сум щодо трагедії літака, він сказав: «Я співчуваю щодо того що сталося і я сподіваюсь Аллах дасть сили родинам».
 Швеція — Прем'єр-міністр Швеції Фредрік Райнфельдт від імені шведського уряду передав свої співчуття малазійському та нідерландському прем'єр-міністрам. Шведський прапор біля шведського посольства в місті Гаага було приспущено 23 липня. Міністр закордонних справ Карл Більдт описав збиття літака як «акт здійснений міжнародними злочинцями».
 Україна — Президент України Петро Порошенко висловився на підтримку проведення Нідерландами розслідування падіння літака, яке він назвав актом тероризму. Він висловив співчуття щодо авіакатастрофи нідерландському прем'єр-міністру Марку Рютте під час телефонної розмови. Українці масово несли квіти до нідерландського та малазійського посольств в Києві на знак підтримки.
 Велика Британія — британський уряд запросив проведення екстреного засідання Ради Безпеки ООН. Прем'єр-міністр Девід Камерон сказав що він був «шокований і засмучений катастрофою малазійського літака», і що «причетні до цього мають бути притягнені до відповідальності». Департамент транспорту наказав літакам, які вже знаходяться в повітрі, оминати південно-східні регіони України.
 США — Президент США Барак Обама заявив що Сполучені Штати допоможуть з'ясувати причину катастрофи. У заяві для преси речник Білого Дому Джош Ернест закликав до негайного припинення вогню в Україні щоб дозволити проведення повного розслідування. Віцепрезидент Джо Байден заявив що літак був збитий навмисно, і пообіцяв підтримку США в розслідуванні падіння літака. Представниця США в ООН Саманта Пауер заявила, що літак «був, скоріш за все, збитий ракетою класу земля-повітря, яку було запущено із місця в східній Україні, яке перебуває під контролем сепаратистів».

## Інші реакції
- У 2016 році хакер на ім'я "Кібер Енакін" зламав російський поштовий сервіс "KM.RU", намагаючись помститися за збитий літак.[116][117]
- 23 червня 2022 року Парламентська асамблея Ради Європи одноголосно затвердила резолюцію про притягнення до відповідальності винних за збиття літака рейсу MH17 авіакомпанії Malaysia Airlines. На підставі доказів, наданих доповідачеві українськими та нідерландськими органами влади, Асамблея вважає найбільш переконливим сценарієм, що рейс MH17 був збитий ракетою «Бук», наданою проросійським збройним формуванням російською армією[118].